# 1994 (album)
1994 – album studyjny polskiego zespołu muzycznego Jamal. Wydawnictwo ukazało się 2 czerwca 2017 nakładem wytwórni muzycznej Warner Music Poland.
Pod względem muzycznym płyta łączy w sobie przede wszystkim pop.
Album znalazł się na 39. miejscu polskiej listy sprzedaży – OLiS.
Album otrzymał nominację do Fryderyka w kategorii Album roku – rock.

## Lista utworów
Opracowano na podstawie materiału źródłowego.
1. „Kim Gordon” – 3:08
2. „Kiedyś zdradził mnie stu” – 3:07
3. „Phonecalls” – 4:34
4. „Noc długich hejtów” – 4:21
5. „Skuter” – 4:12
6. „Daj mi tę noc” – 2:52
7. „Strzał” – 3:02
8. „Popiół” – 4:34
9. „Wszystko, czego chcesz” – 3:12
10. „My mamy siebie” – 4:26
11. „Ucieczki” – 3:41
12. „Rebel” – 3:38
13. „Chińskie pszczoły” – 2:27
14. „Z głowy” – 5:45
15. „Haja” – 3:06
16. „Mama blues” – 3:41
17. „Pies kulał” – 3:37
18. „Dobrego serca” – 3:07

## Pozycja na liście sprzedaży
| Kraj   | Lista         | Najwyższa pozycja |
| ------ | ------------- | ----------------- |
| Polska | OLiS – albumy | 39                |